# Ernst Alexanderson
Ernst Frederick Werner Alexanderson (Uppsala, 25 de janeiro de 1878 — Schenectady, 14 de maio de 1975) foi um engenheiro eletricista sueco-americano, pioneiro no desenvolvimento de rádio e televisão. Inventou o alternador Alexanderson, um transmissor de rádio usado entre 1906 e 1930 para transmissão de rádio de longa distância por ondas longas. Alexanderson também criou o amplidyne, um amplificador de corrente contínua usado durante a Segunda Guerra Mundial para controlar armas antiaéreas.

## Antecedentes
Alexanderson nasceu em Uppsala, Suécia. Estudou na Universidade de Lund (1896-97) e foi educado no Instituto Real de Tecnologia em Estocolmo e na Technische Hochschule em Berlim, Alemanha. Ele emigrou para os Estados Unidos em 1902 e passou grande parte de sua vida trabalhando para a General Electric e Radio Corporation of America.

## Trabalhos de engenharia
Alexanderson projetou o alternador Alexanderson, um dos primeiros transmissores de rádio de ondas longas, um dos primeiros dispositivos que podiam transmitir áudio modulado (som) através de ondas de rádio. Ele havia sido empregado na General Electric por pouco tempo, quando a GE recebeu uma encomenda do professor e pesquisador canadense Reginald Fessenden, então trabalhando para o US Weather Bureau, para um alternador especializado com frequência muito maior do que outros existentes na época, para uso como transmissor de rádio. Fessenden vinha trabalhando no problema da transmissão de som por ondas de rádio, e havia concluído que um novo tipo de transmissor de rádio era necessário, um transmissor de ondas contínuas. Projetar uma máquina que girasse rápido o suficiente para produzir ondas de rádio provou ser um desafio formidável. A família de Alexanderson estava convencida de que os enormes rotores giratórios voariam e o matariam, e ele montou um bunker de saco de areia para testá-los. No verão de 1906, o primeiro esforço do Sr. Alexanderson, um alternador de 50 kHz, foi instalado na estação de rádio de Fessenden em Brant Rock, Massachusetts. No outono, sua potência foi melhorada para 500 watts e 75 kHz. Na véspera de Natal de 1906, Fessenden fez uma transmissão experimental de música natalina, incluindo ele tocando violino, que foi ouvido por navios da Marinha e estações em terra na costa leste até Arlington. Esta é considerada a primeira transmissão de entretenimento de rádio AM.
Alexanderson continuou melhorando sua máquina, e o alternador Alexanderson tornou-se amplamente utilizado em estações comerciais de alta potência e de baixa frequência para transmitir tráfego de radiotelegrafia a distâncias intercontinentais, até que na década de 1930 foi substituído por transmissores de tubo de vácuo. O único transmissor sobrevivente em estado de funcionamento está na estação de rádio Grimeton nos arredores de Varberg, Suécia. É um excelente exemplo de tecnologia de rádio pré-eletrônica e foi adicionado como Patrimônio Mundial da UNESCO em 2004.
Alexanderson também foi fundamental no desenvolvimento da televisão. A primeira transmissão televisiva nos Estados Unidos foi recebida em 1927 em sua casa GE Plot em 1132 Adams Rd, Schenectady, N.Y. No ano seguinte, ele desenvolveu a coordenação de som e movimento no primeiro drama de televisão, The Queen's Messenger. Em 1930, ele conduziu uma demonstração pública de seu sistema de televisão de tela grande em um canal de circuito fechado em Proctors em Schenectady..
Alexanderson se aposentou da General Electric em 1948. O inventor e o engenheiro permaneceram ativos até uma idade avançada. Ele continuou a pesquisa de televisão como consultor para a Radio Corporation of America, depositando seu 321º pedido de patente em 1955. Ao longo de sua vida, Alexanderson recebeu 345 patentes americanas, a última registrada em 1968, aos 89 anos. Ele morreu em 1975 e foi enterrado no Vale Cemetery em Schenectady, Nova York.

Alexanderson também é mencionado em conexão com o surgimento do sistema de patentes, ao qual ele foi parcialmente crítico. Como escreve o historiador da tecnologia David Noble:
A mudança no foco do sistema de patentes, da proteção do inventor para a proteção da corporação que empregou o inventor ou comprou suas patentes, foi sucintamente formulada por E.F.W. Alexanderson, um imigrante sueco que se tornou um dos principais engenheiros de pesquisa da GE. "O sistema de patentes foi estabelecido, eu acredito", disse ele, "para proteger o inventor solitário. Nisso não conseguiu... o sistema de patentes protege as instituições que favorecem a invenção".

## Incidente de sequestro
Em 1923, o filho de Alexanderson, Verner, foi sequestrado. Alexanderson fez um pedido de socorro no rádio. A criança foi localizada após três dias e retornou para a família. Os sequestradores foram capturados mais tarde.

## Patentes
Ernst foi muito ativo e obteve um total de 345 patentes concedidas.
- Patente E.U.A. 1 008 577 – Alternador de alta frequência (100 kHz), depositada em abril de 1909; emitido, novembro de 1911
- Patente E.U.A. 1 173 079 – Sistema de ajuste seletivo, arquivado em outubro de 1913; emitido em fevereiro de 1916
- Patente E.U.A. 1 723 908 – Sistema de ignição, depositada em junho de 1926; emitido em agosto de 1929
- Patente E.U.A. 1 775 801 – Sistema de sinalização de rádio (antena direcional), depositado em novembro de 1927, emitido em setembro de 1930